# حشو (شعر)
الحشو والتبليغ (تكملة المعاجم) هو أن يحشى بيت الشعر بلفظ لا يحتاج إليه لإقامة وزن الشعر. مثال ذلك ما قال أبو عدي القرشي: ‍نحن الرؤوس وما الرؤوس إذا سمت، في المجد للأقوام كالأذناب. فقوله ‍للأقوام‍‍ هو حشو لا منفعة فيه.

## انظر أبضا
- تثليم (شعر)
- تذنيب (شعر)